# 道の駅宇津ノ谷峠
道の駅宇津ノ谷峠（みちのえき うつのやとうげ）は、静岡県静岡市駿河区および藤枝市にある国道1号の道の駅である。
宇津ノ谷トンネルをはさんで、静岡市側（上り線・下り線）と藤枝市側（上り線のみ）の3か所に施設を有する全国的に見て珍しい配置の道の駅である。

## 施設
- 駐車場

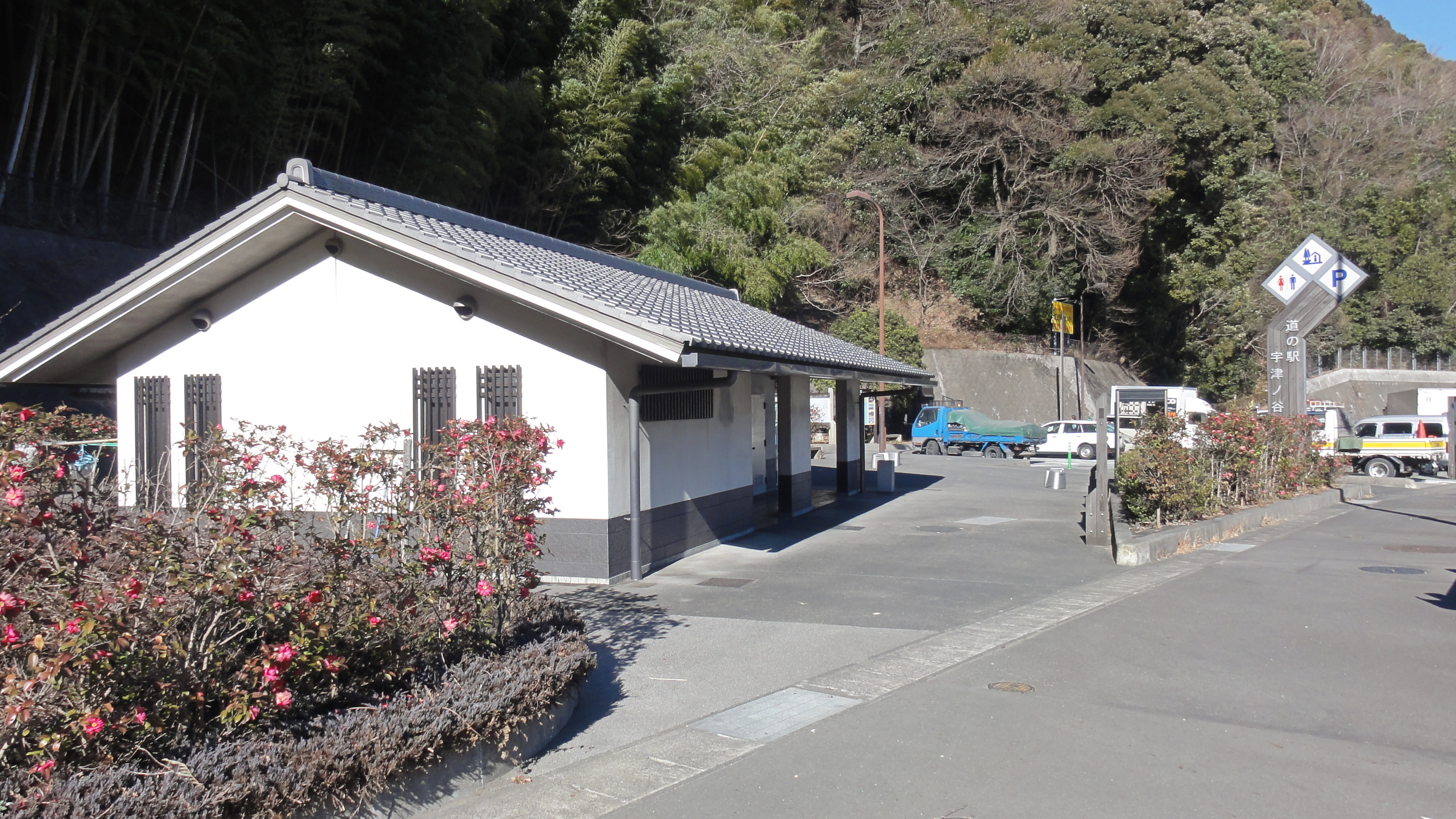
静岡市側上り

  - 静岡市側下り 普通車：18台、身障者用：2台、大型車：11台
  - 藤枝市側上り 普通車：38台、身障者用：2台、大型車：5台
  - 静岡市側上り 普通車：23台、身障者用：2台、大型車：11台
- トイレ（いずれも24時間利用可能）
  - 男：大 2器、小 10器
  - 女：10器
  - 身障者用：2器
- 物産販売（静岡市側下り、藤枝市側上り）
- 軽食コーナー（静岡市側下り、藤枝市側上り）
- わらべ地蔵（藤枝市側上り）
- 健康足踏みゾーン（藤枝市側上り）

## 休館日
- 年始、1月1日（藤枝市側）
- 年中無休（静岡市側）

## アクセス
- 国道1号岡部バイパス - 登録路線
- 静岡県道208号藤枝静岡線（静岡市側のみ接続。トンネル東側で国道と合流・分岐しており、下り線は立体交差になっている）

### バス
- しずてつジャストライン（84・85）中部国道線「廻り沢口（上り・静岡方面）／宇津の谷入口（下り・藤枝方面）」停留所から徒歩でそれぞれ約2分。（東海道新幹線・JR東海道線静岡駅から84藤枝駅前（／85岡部営業所）行バスで約37分。JR東海道線藤枝駅から新静岡行バスで約34分。）

## 周辺
- 宇津ノ谷峠
- 駿府匠宿
- 日本坂のトンネル群